# Impul

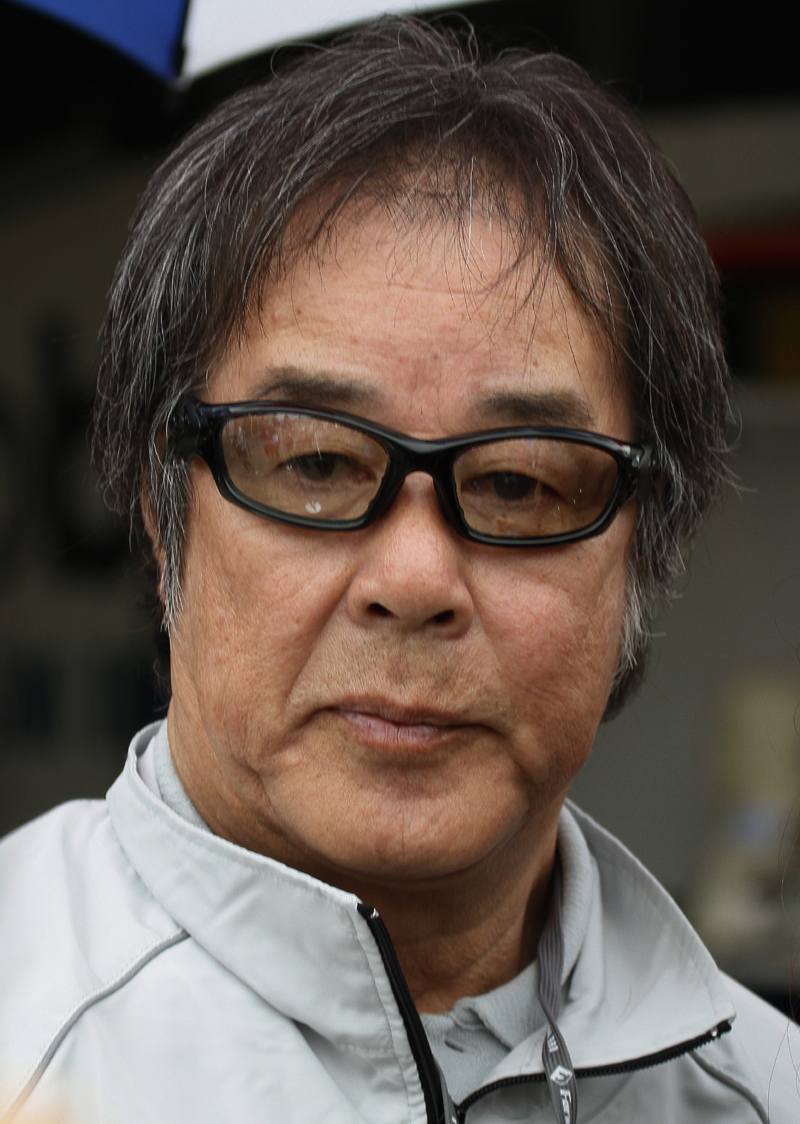
Kazuyoshi Hoshino en 2010

Hoshino Impul Co., Ltd, plus connu sous le nom Impul, est une entreprise japonaise fondée en 1980 et basée à Setagaya, un des arrondissements de Tokyo. Propriété de l'ancien pilote Kazuyoshi Hoshino, cette société est à la fois un préparateur et un équipementier automobile.
Le Team Impul est une écurie de sport automobile qui participe aux championnats Super GT et Formula Nippon.

## Historique

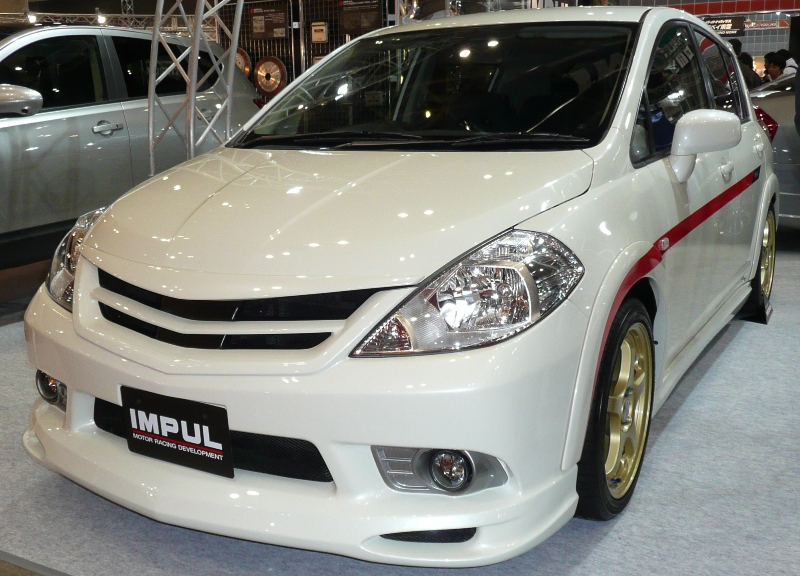
Impul Tiida
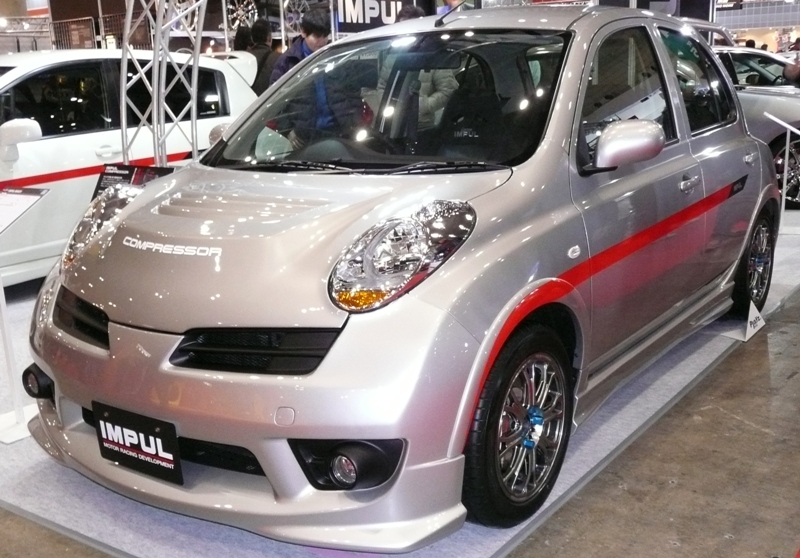
Impul March
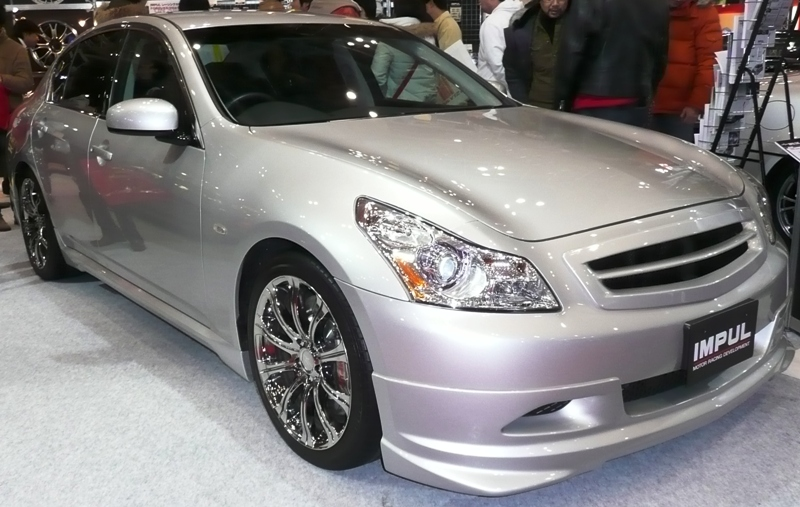
Impul 536S
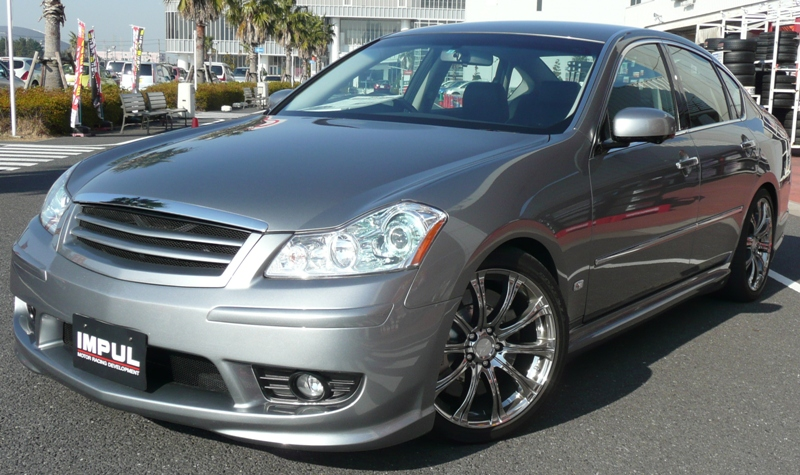
Impul 650SE

L'entreprise est fondée en 1980 et commence immédiatement la conception et la production de roues en aluminium. La production est ensuite étendue aux pièces d'aérodynamique, suspensions... Au-delà des pièces détachées, Impul contribue en collaboration avec Nissan à développer et construire des véhicules complets.
C'est en 1983 que l'écurie Hoshino Racing est fondée pour promouvoir les produits de l'entreprise, elle prend le nom de Team Impul en 1989.

## Palmarès
- Formula Nippon

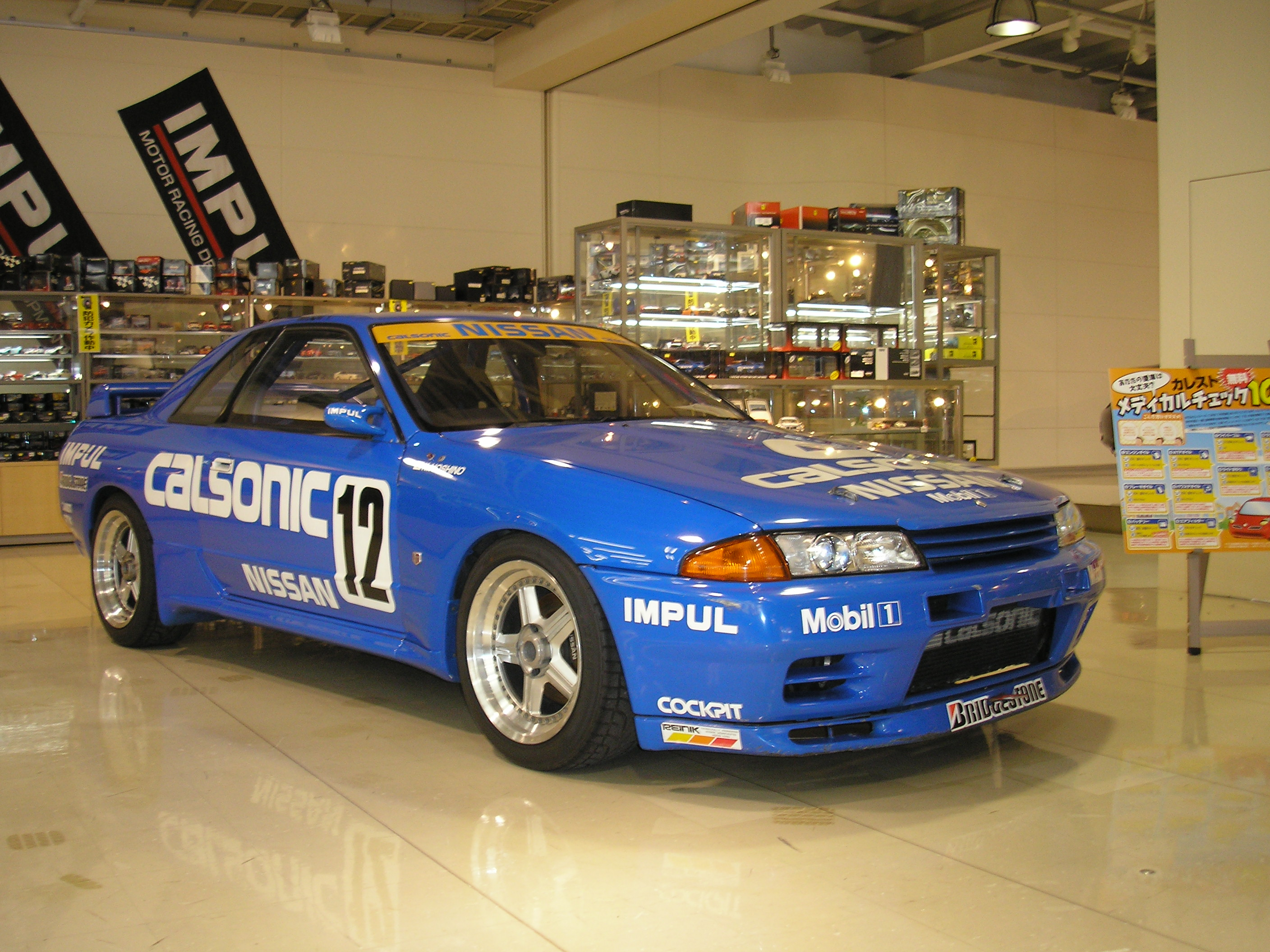
La Nissan Skyline R32 utilisée en JGTC en 1994

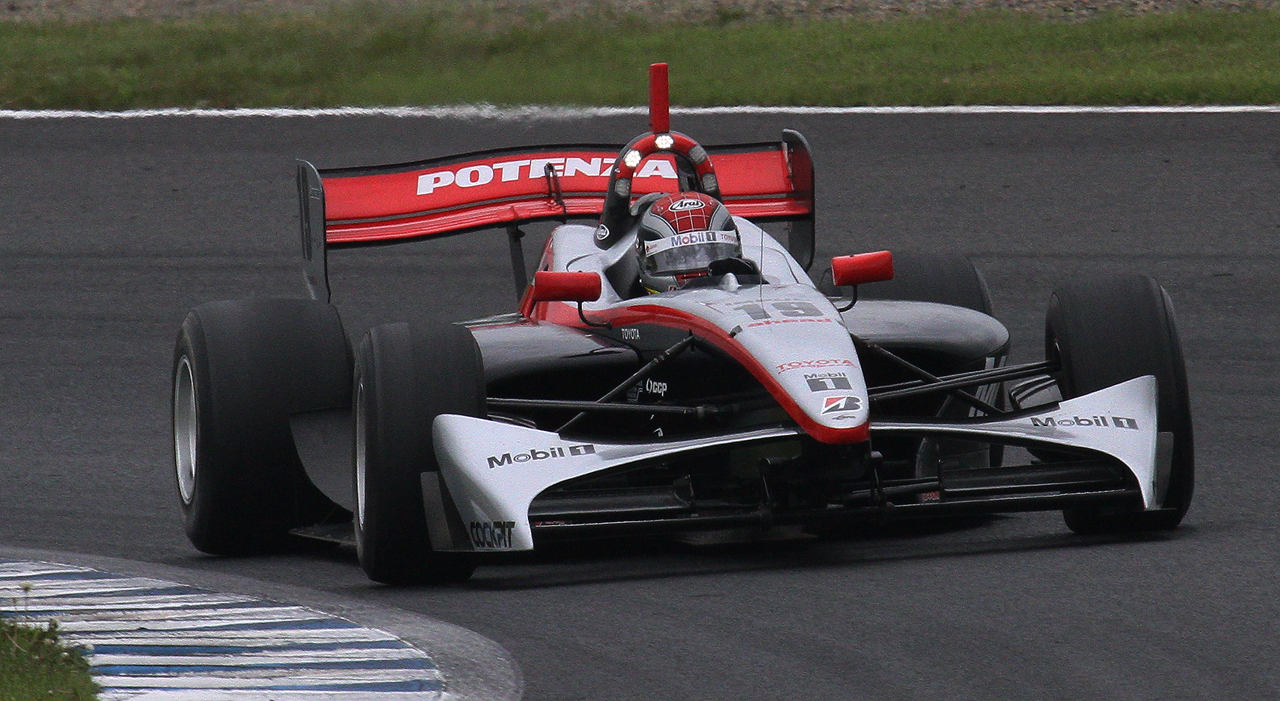
Joao Paulo de Oliveira en Formula Nippon 2010

  - Sous le nom de Hoshino Racing, l'écurie obtient le titre de champion avec Kazuyoshi Hoshino en 1987 et Toshio Suzuki en 1995
  - Champion avec Kazuyoshi Hoshino en 1990 et 1993, avec Satoshi Motoyama en 2003 et 2005, avec Richard Lyons en 2004, avec Benoît Tréluyer en 2006, avec Tsugio Matsuda en 2007 et 2008 et avec João Paulo de Oliveira en 2010.
  - L'écurie possède le record de titres avec onze récompenses.
- Super GT
  - Sous le nom de Hoshino Racing, l'écurie obtient le titre de champion avec Masahiko Kageyama en 1994 et 1995
  - Vainqueur des 1 000 kilomètres de Suzuka en 2006 avec Benoît Tréluyer, Kazuki Hoshino et Jérémie Dufour et en 2008 avec Tsugio Matsuda et Sébastien Philippe
- Championnat du monde des voitures de sport
  - Vainqueur des 1 000 kilomètres de Fuji en 1985 avec Kazuyoshi Hoshino, Akira Hagiwara et Keiji Matsumoto
- JTCC
  - Champion avec Masahiko Kageyama en 1993

## Pilotes et anciens pilotes
| - João Paulo de Oliveira - Jérémie Dufour - Kohei Hirate - Kazuyoshi Hoshino - Yuji Ide - Masahiko Kageyama - Narain Karthikeyan - Michael Krumm |  | - Richard Lyons - Tsugio Matsuda - Satoshi Motoyama - Hideki Noda - Sébastien Philippe - Toshio Suzuki - Benoît Tréluyer |